# محطة قطار شونتوكوميتشي
محطة شنتوكوميشي (بالإنجليزية: JR-Shuntokumichi Station) هي محطة قطار على خط أوساكا هيغاشي تقع في مدينة هيغاشي-أوساكا بمحافظة أوساكا في اليابان. تُشغّل المحطة من قبل شركة سكك حديد غرب اليابان (JR West).

## تاريخ
تم افتتاح محطة شنتوكوميشي في 15 مارس 2008 كجزء من تطوير خط أوساكا هيغاشي.

## خطوط
تخدم المحطة الخط التالي:
- خط أوساكا هيغاشي